# Оспедале (Кремона)
Оспедале је насеље у Италији у округу Кремона, региону Ломбардија.
Према процени из 2011. у насељу је живело 205 становника. Насеље се налази на надморској висини од 33 м.